# 乌普萨拉
乌普萨拉（瑞典語：Uppsala）是瑞典中部的一座城市，位于首都斯德哥尔摩北面，相距约70公里。它是瑞典的第四大城市，市区人口有168,090。加上周边地区人口，2017年乌普萨拉市镇人口為219,914人。
乌普萨拉是乌普萨拉省的首府，同时也是瑞典的宗教中心，北欧最早的天主教堂乌普萨拉大教堂（Domkyrkan）便坐落在这个城市。1164年，乌普萨拉成为瑞典大主教的辖地。
乌普萨拉同时也是个大学城，斯堪的纳维亚和北欧最古老的大学之一乌普萨拉大学成立于1477年，乌普萨拉也因此而出名。

## 历史

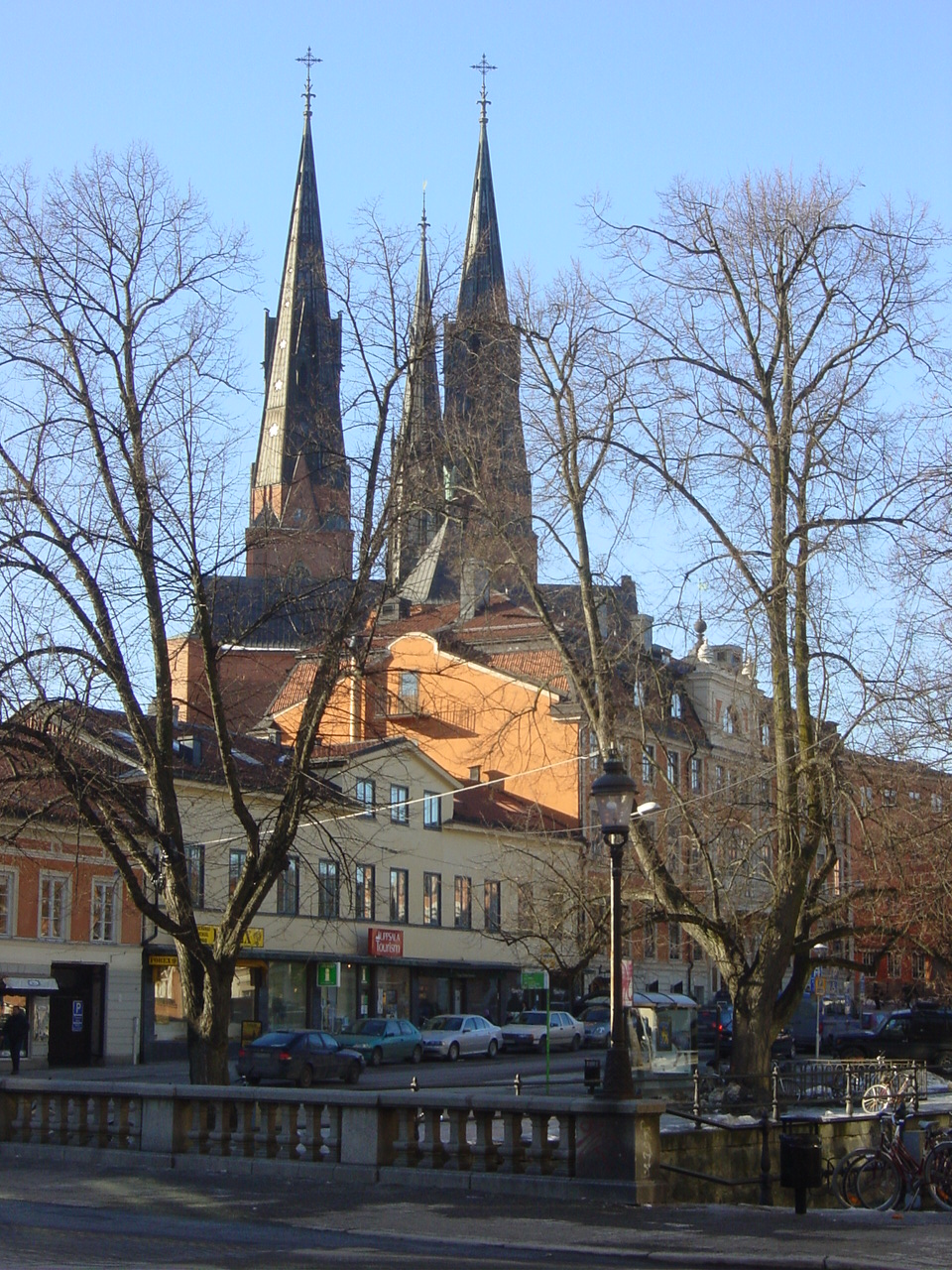
乌普萨拉大教堂

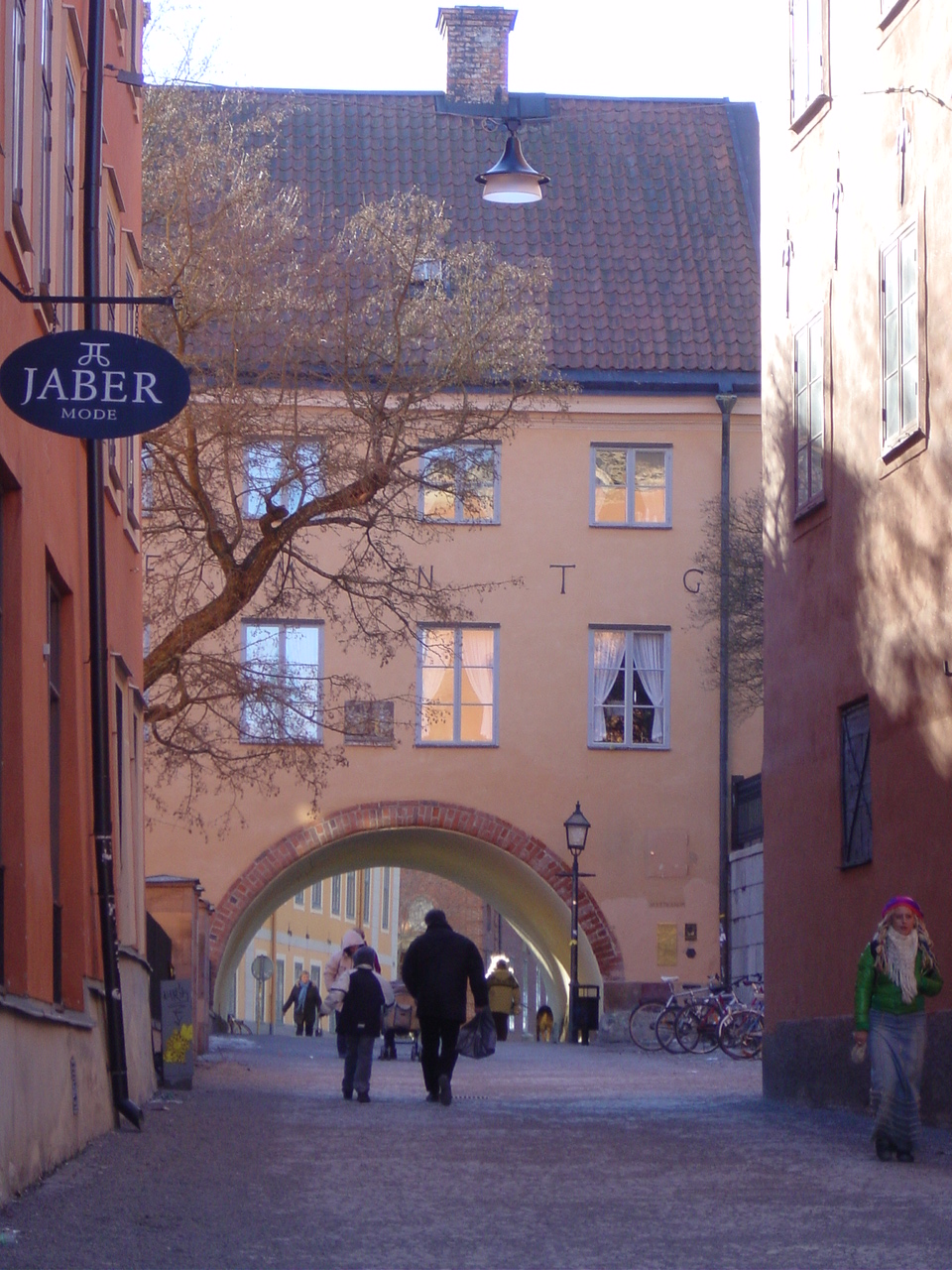
乌普萨拉街景

乌普萨拉最初的位置是现在位置往北五公里，现在该地区称为老乌普萨拉（Gamla Uppsala），而当时称今天的乌普萨拉为东阿罗斯（Östra Aros），是老乌普萨拉的一个镇。
为了扩大斯堪的纳维亚地区宗教影响力，乌普萨拉被选为宗教中心，很快任命了一个主教。1164年，乌普萨拉成为大主教之管区。斯蒂芬，原来是Alvastra教堂的修道士，被任命为乌普萨拉首任大主教，也是瑞典最高阶主教。
1274年，东阿罗斯取代了老乌普萨拉成为整个地区的主中。当老乌普萨拉的教堂烧毁后，大主教的管区也迁到了东阿罗斯。雄伟的乌普萨拉大教堂也随后建立起来，这是一座哥特式风格的建筑，双塔高度为118.70米，是北欧地区最大的教堂之一。
1477年，乌普萨拉大学成立。卡尔·林奈是该校毕业的著名人士之一，在乌普萨拉生活了很多年，现在他居住过的房子和植物园仍然保存完好。
1702年，城市遭遇了一场大火。很多历史和文化珍宝同时遭到破坏。现在城市里依旧保留了很多旧的建筑，尤其在城市的西部。

## 政治
乌普萨拉同时是瑞典保守主义和自由主义派别的中心，两派都是从乌普萨拉大学里汲取思想体系的源泉。现在城市的政党分成左派和右派。1994年以来一直由瑞典社会民主工人党、瑞典左党和瑞典绿党联合起来领导，直到2006年，中右党的联盟联合起来，不仅赢得了瑞典全国大选的胜利，也赢得了乌普萨拉地区的胜利。

## 地理
乌普萨拉位于土地肥沃，植物茂盛的地区，菲里斯河穿过城中心。和小河平行的是冰河时期就形成的乌普萨拉森山脉，海拔比乌普萨拉城大约高30米，城市的大部分美景尽收眼底。城市公园Stadsskogen位于南部，是附近很多居民区休闲的好去处。
由于离首都斯德哥尔摩只有70公里，火车只需要40分钟，因此很多乌普萨拉的居民在斯德哥尔摩工作。坐火车从乌普萨拉到斯德哥尔摩阿兰达国际机场只需要17分钟，具有地利之便。

## 经济
乌普萨拉的医药研究非常出名，在生物工程学方面处于领先的地位。
下表是乌普萨拉一些著名的企业：
- 美国通用电气公司健康研究中心
- 辉瑞制药有限公司
- 費森尤斯
- Slotts（食品集团）
- Lindvalls kaffe（咖啡集团）
- MySQL AB总部之一（该集团双总部架构，另一个在美国加利福尼亚州）
- Q-Med（生物科学）

## 高等学校
主要大学有：

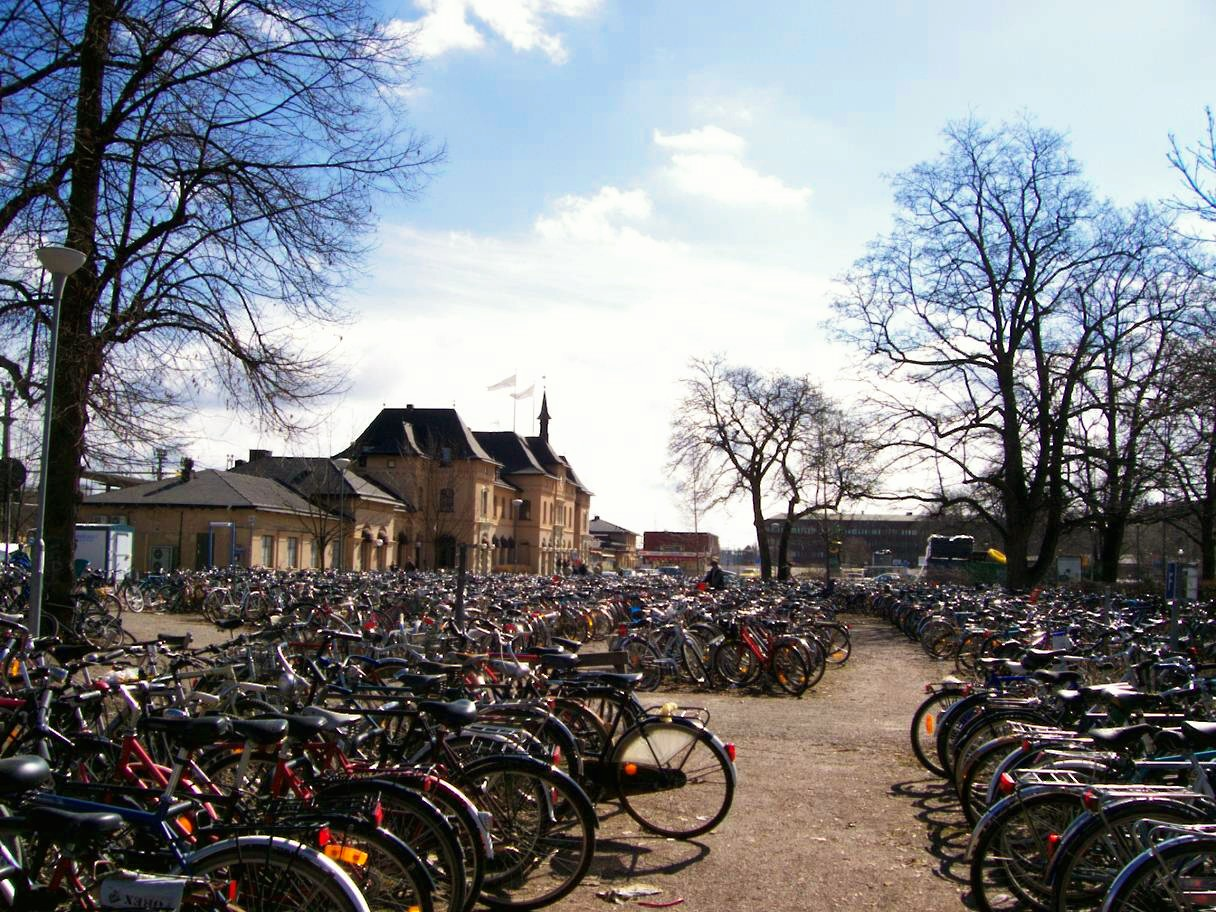
和其它大学城一样，自行车是城市的主要交通工具。

- 乌普萨拉大学，缩写UU，成立于1477年，曾于1515年关闭，1595年再度开放。学校的解剖实验室非常著名，由科学家奥拉乌斯卢德贝克（1630年－1702年）创立[2]
- 瑞典農業科學大學（Sveriges Lantbruksuniversitet，缩写SLU）[3]

## 风景名胜
菲里斯河刚好将乌普萨拉分成两个部分：城市的西面是古城区，保留了历史的风貌；而城市的东面是行政，商业和居民区。大部分风景名胜在西面，如大教堂和一些古老街道。
乌普萨拉最著名的建筑是乌普萨拉大教堂（Domkyrka），从城市的大部分地区都可以看到教堂118.70米高的双塔。
教堂的西面是古斯塔维纳姆博物馆，这是一座建造于1625年的建筑，是乌普萨拉大学的主校舍，目前基本保留了19世纪的状况。里面有北欧古代博物馆，维多利亚博物馆（埃及古代博物馆）和学校文化历史展览。里面还保留了17世纪创立的解剖实验室（当时用于公共解剖课）。
离学校不远是乌普萨拉大学图书馆（Carolina Rediviva），也是瑞典最大的图书馆，拥有超过200万册藏书，还有3万册手迹。这个建筑从1820年开始建造，1841年竣工。
在大约35米高的小山上矗立着乌普萨拉城堡，由现代瑞典创始人古斯塔夫一世国王下令建造，目前保留了1549年建成时的原貌。现在的城堡里面有很多博物馆。
乌普萨拉北面五公里的老乌普萨拉保留的遗址已经不多了。目前还存在的是3个很大的基督（教）以前的君主的墓葬群和一座12世纪教堂。

### 特色活动
4月30日，学生节（Valborg），又叫五朔节。
每年9月的第二个星期六，一年一度的文化夜是乌普萨拉重要的文化活动。

## 著名人物
- 安德斯·埃格斯特朗 - 物理学家，光谱学的奠基人。
- 阿伦尼乌斯 - 化学家，1903年诺贝尔化学奖获得者。
- 英格玛·伯格曼 - 電影導演，其所拍摄的影片中著名的有《第七封印》等。
- 永斯·贝采利乌斯 - 化学家，现代化学命名体系的建立者。
- 汉斯·布利克斯 - 外交家、政治家，曾任瑞典外交大臣和国际原子能机构总干事。
- 安德斯·摄尔修斯 - 物理学家、天文学家，摄氏度的发明者。
- 达格·哈马舍尔德 - 外交家，从1953年4月到1961年他逝世前担任联合国秘书长。
- 卡尔·林奈 - 现代生物学分类命名的奠基人。

## 姐妹城市
乌普萨拉从1947年以来和其它四个北欧国家建立了姐妹城市。1988年和爱沙尼亚的塔尔图建立友好关系。2000年和美国的明尼阿波利斯建立友好关系。
- 挪威貝魯姆
- 丹麦腓特烈斯贝市镇
- 冰岛哈布纳菲厄泽
- 芬兰海门林纳
- 美国明尼阿波利斯
- 爱沙尼亚塔尔图